# أندرو س. ثورنتون الثاني
أندرو س. ثورنتون الثاني (بالإنجليزية: Andrew C. Thornton II)‏ هو مهرب مخدرات ومحامي أمريكي، ولد في 1945، وتوفي في 11 سبتمبر 1985.